# Бунлап
Бунлап (англ. Bunlap) — деревня в республике Вануату, расположенной в юго-западной части Тихого океана. Деревня Бунлап расположена на юго-востоке острова Пентекост в провинции Пенама.

## Описание
Деревня Бунлап самая известная из множества местных традиционных деревень, люди которых стремятся сохранить традиционный образ жизни с минимальными западными влияниями.
В отличие от некоторых других деревень, которые по-прежнему строго закрыты для иностранцев, в последние годы деревня Бунлап активно извлекала выгоду из туризма. В деревне проходили съемки передачи канала Travel Channel.
Жители деревни часто употребляют экстракт кавы, который они изготавливают из корня растения Перец опьяняющий. Женщинам запрещено употреблять каву.
Самый жаркий месяц февраль, с средней температурой +30 °C. Самые холодные месяцы, с самой низкой средней температурой — Июль и Август +19 °C.

## Ритуал Гкол
Гкол является традиционным ритуалом в Бунлап. В ходе ритуала, жители деревни поют, танцуют, бьют в барабаны, а некоторые мужчины прыгают с очень высоких деревянных башен, построенных специально для этого ритуала. Они связывают лозы вокруг своих лодыжек и прыгают вниз головой. Считается, что чем выше башня с которой прыгнул человек, тем большее благословение богов он получит.

## Фотогалерея

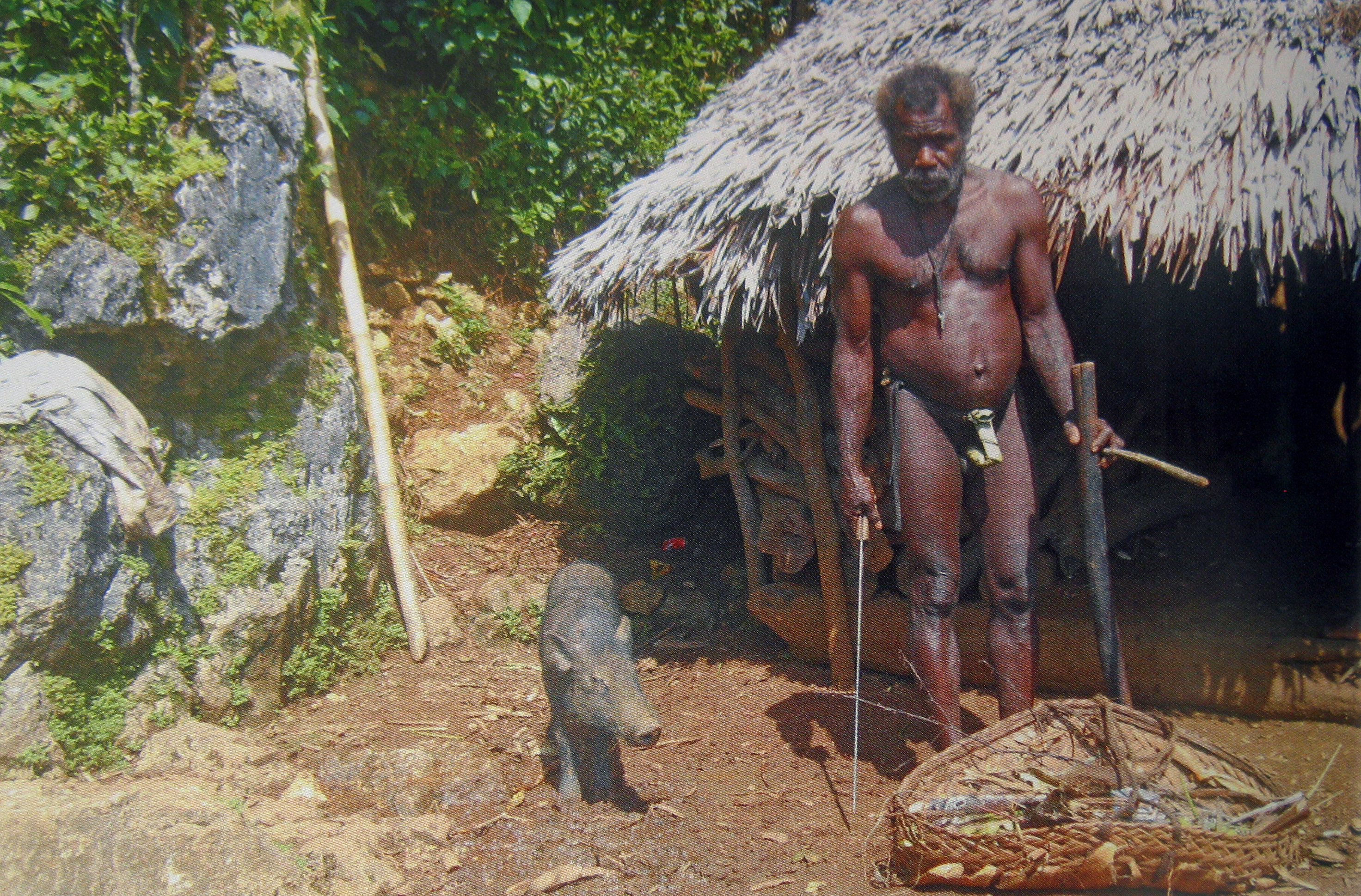
Мужчина из деревни Бунлап
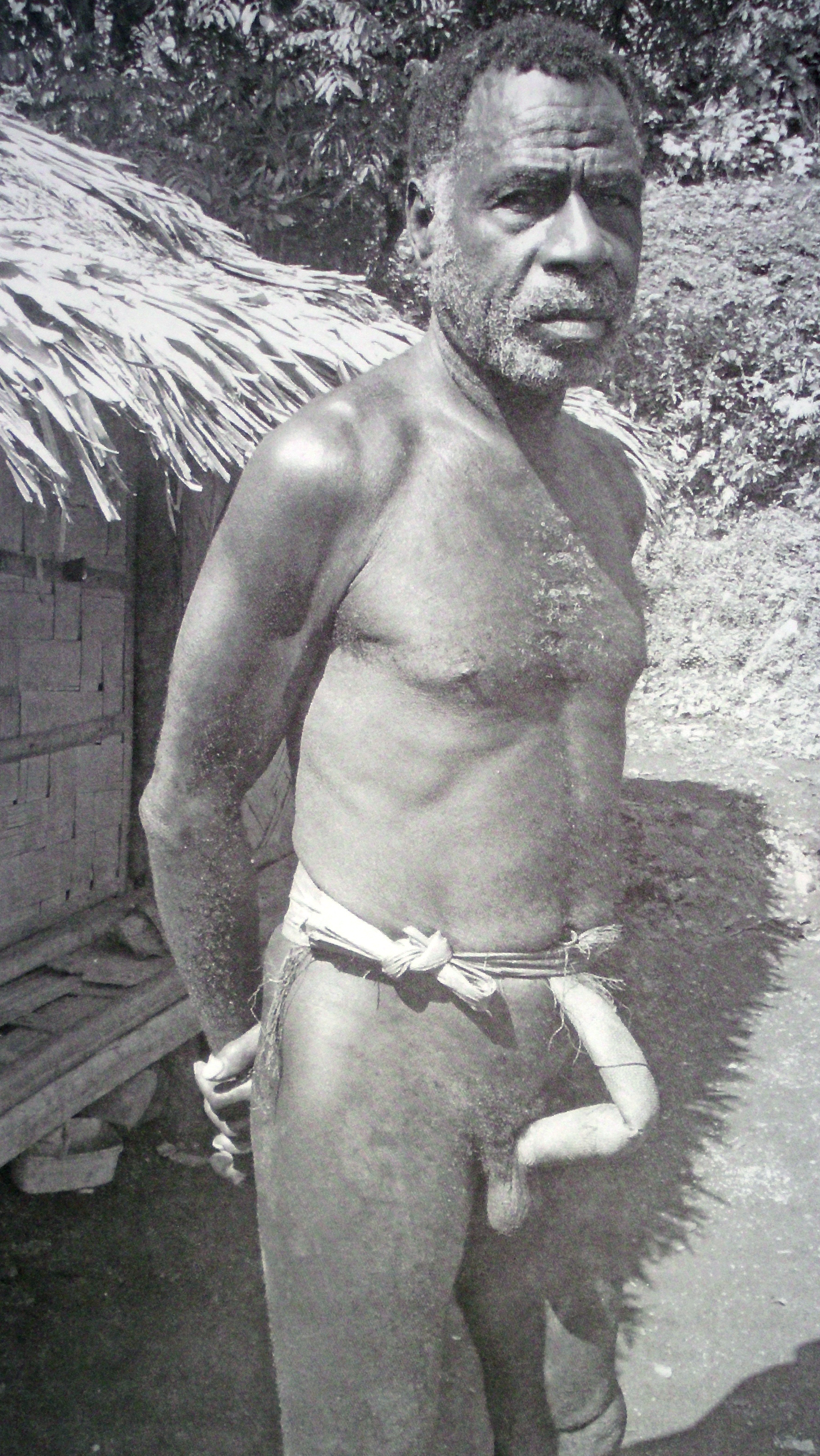
Глава деревни Бунлап
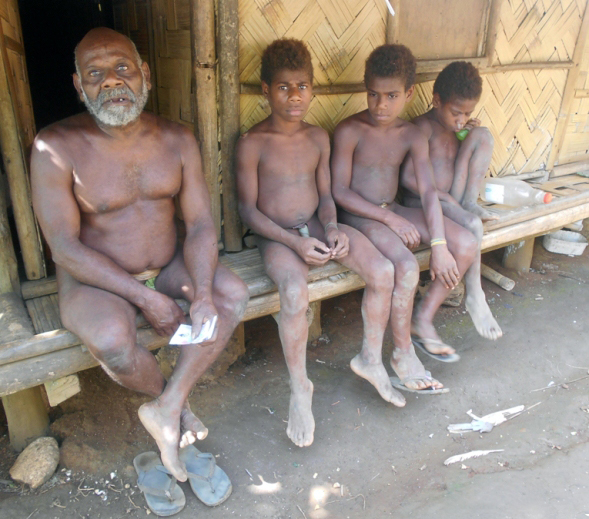
Старик и дети, деревня Бунлап
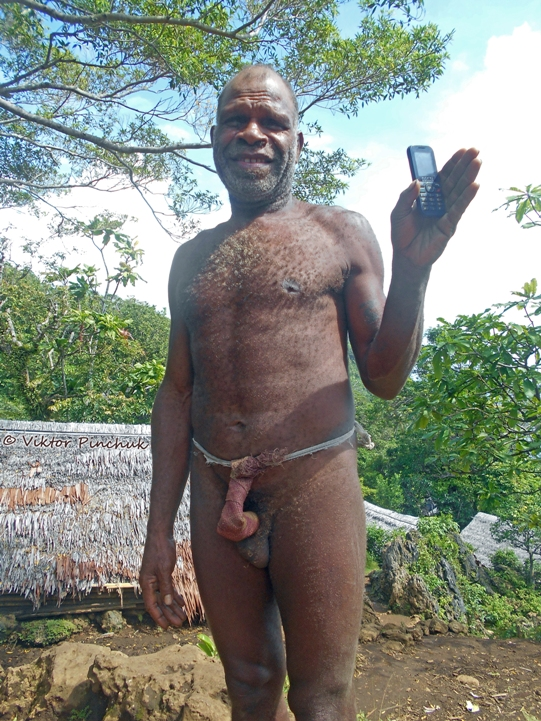
Мужчина из деревни Бунлап
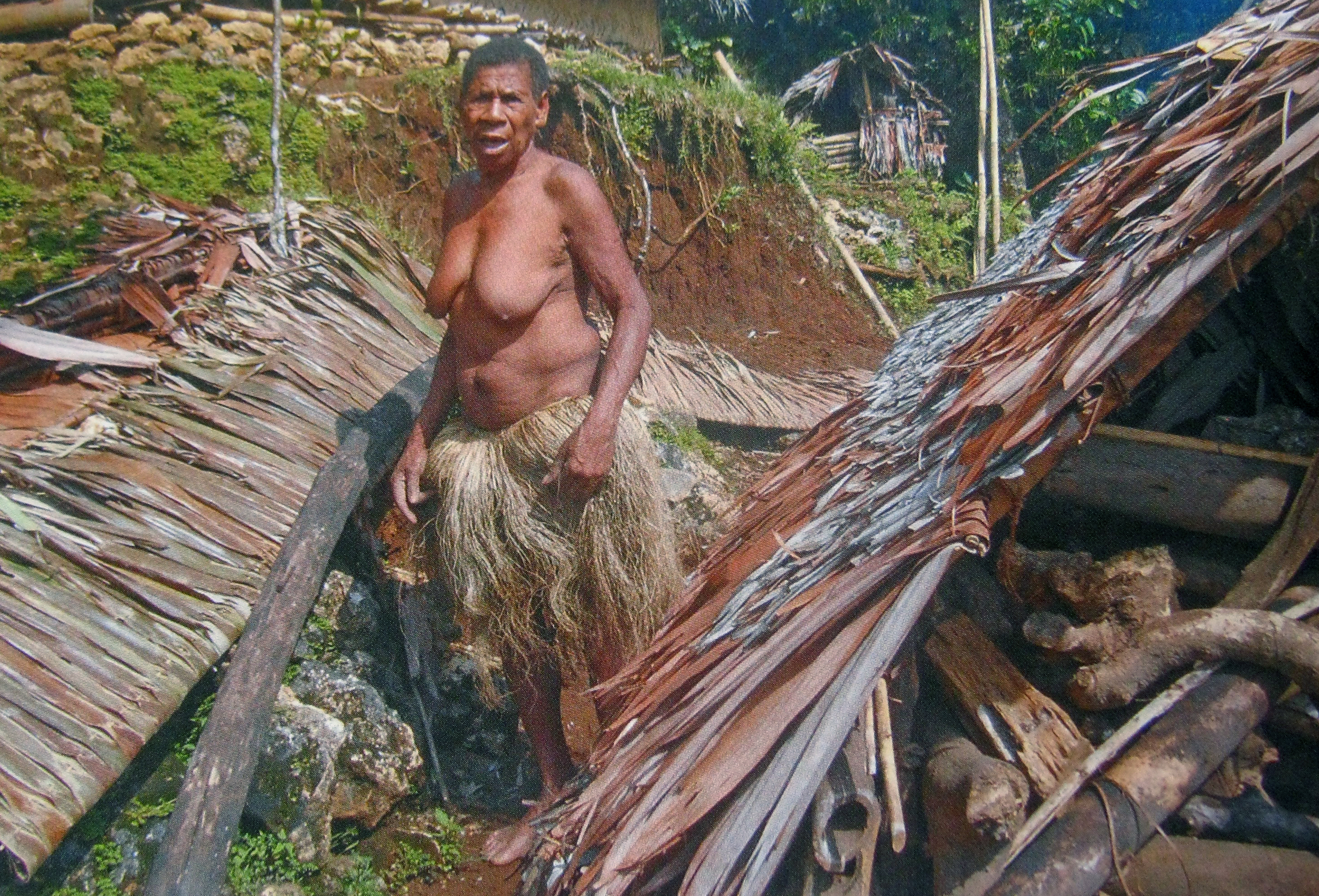
Женщина из деревни Бунлап